# Pertengahan
Pertengahan is een bestuurslaag in het regentschap Tapanuli Utara van de provincie Noord-Sumatra, Indonesië. Pertengahan telt 465 inwoners (volkstelling 2010).